# Hadena propulsa
Hadena propulsa là một loài bướm đêm trong họ Noctuidae.